# Marijke de Goey
Sentine Marina (Marijke) de Goey (Utrecht, 14 april 1947) is een Nederlandse beeldend kunstenaar.

## Leven en werk
De Goey volgde van 1974 tot 1979 een opleiding aan de Gerrit Rietveld Academie in Amsterdam. Zij is op meerdere terreinen van de beeldende kunst werkzaam: als beeldhouwer, omgevingskunstenaar, sieraadontwerper en edelsmid.
De Goey ontwierp onder meer de bekleding van treinstellen voor de Nederlandse Spoorwegen, bruggen en pleinen. Zij exposeert regelmatig in binnen- en buitenland. Haar werk is meerdere malen bekroond. Zo ontving zij in 1982 de Françoise van den Bosch Prijs voor haar oeuvre.

### Marijkeblauw
| Marijkeblauw |

In haar monumentale werk gebruikt De Goey vaak een kleur die ze aanduidt als de 'Marijkeblauwe kleur', in het Engels 'Marijkeblue'. In het RAL-kleursysteem is dit nummer 5015, een hemelsblauwe kleur die volgens De Goey in alle jaargetijden goed afsteekt tegen de blauwe lucht. Een bekend voorbeeld is haar Dansend vierkant aan de Pleijweg in Arnhem.

## Werken (selectie)
- Zonder titel - Gouda (1986)
- Dansend vierkant - Arnhem (1987)
- Lichtobjecten FNV-gebouw aan de Naritaweg in Amsterdam (1989)
- De Waterdruppel - Ede (1990)
- Kubussen - Soest, gemeentehuis (1990)
- Monument van de menselijke vergissing - Den Haag (1991)
- Plein van de 49 neongeheimen - Leerdam (1992)
- De blauwe Bogen - brug in Dalfsen (1994)
- Lichtobjecten VEC-gebouw - Goor (1994)
- De Vlinderpoort - Rosmalen (1995)
- Aanbouw theater Agnietenhof, Tiel (1997, samen met Hanshan Roebers)
- The Mermaid - Auckland, Nieuw-Zeeland (2000)
- Kubuspoort - Amsterdam (2000)
- De kubustoren - Kampen, Burgemeester Berghuisplein (2004)

## Fotogalerij

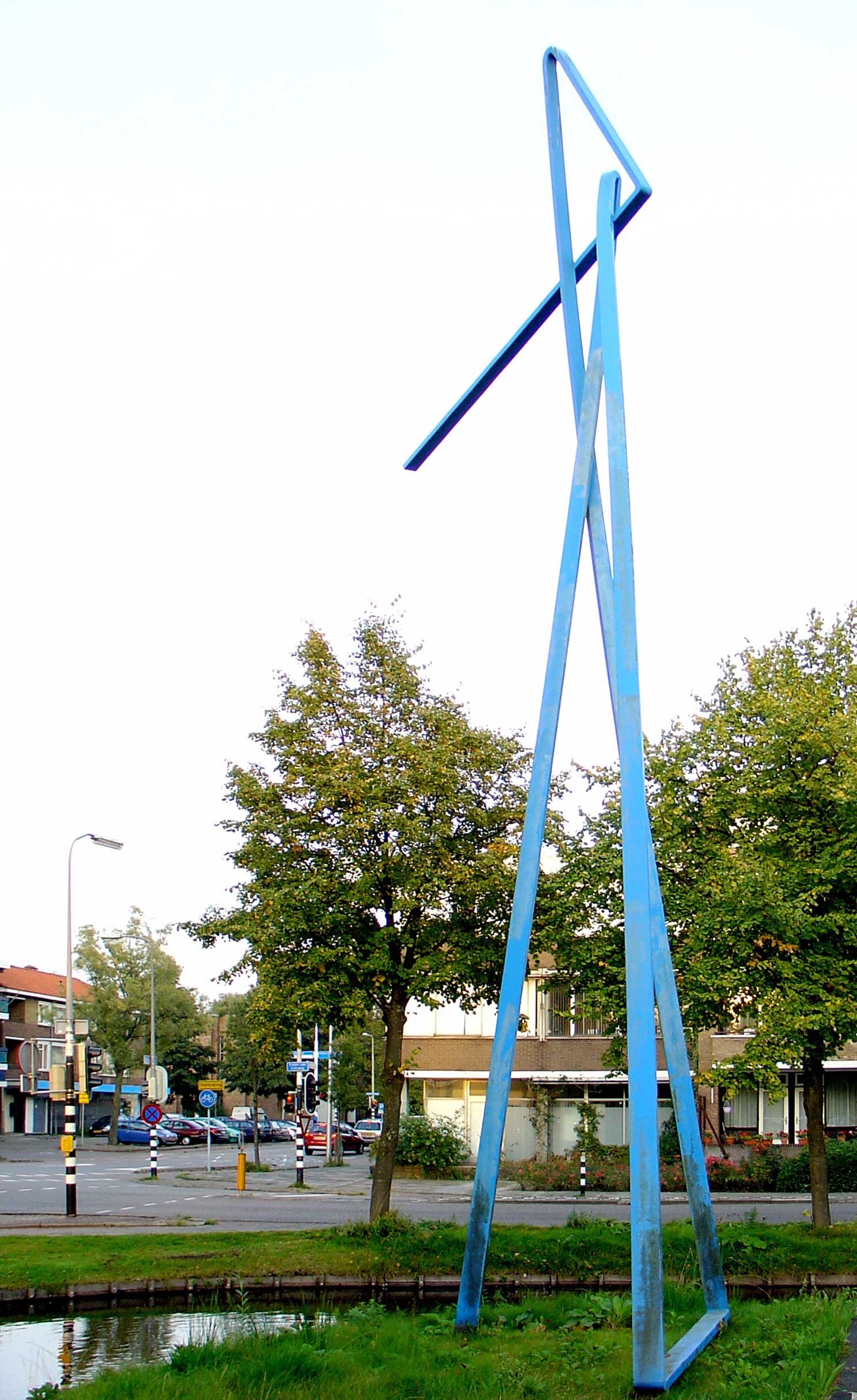
Zonder titel, Gouda (1986)
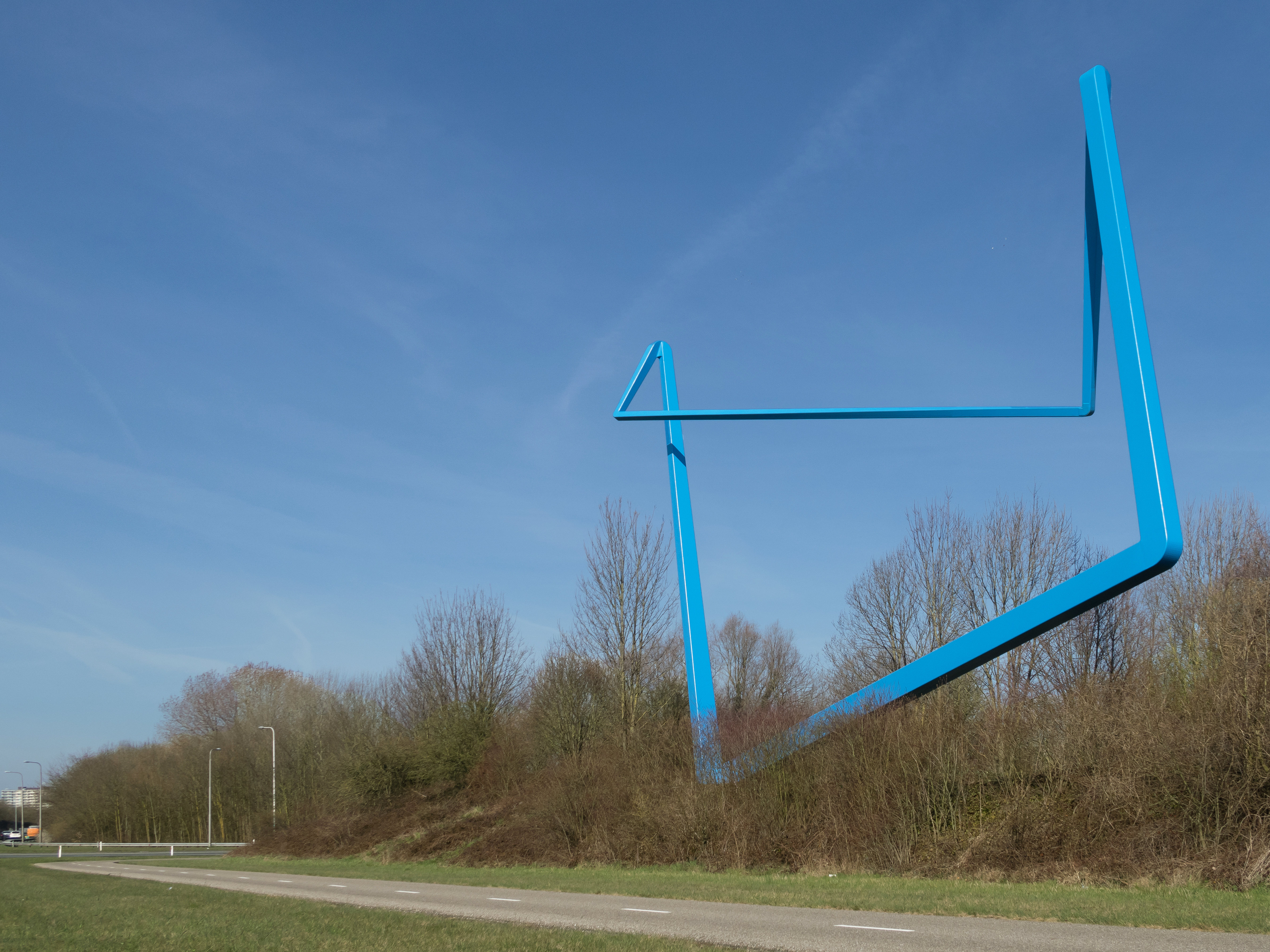
Dansend vierkant, Arnhem (1987)
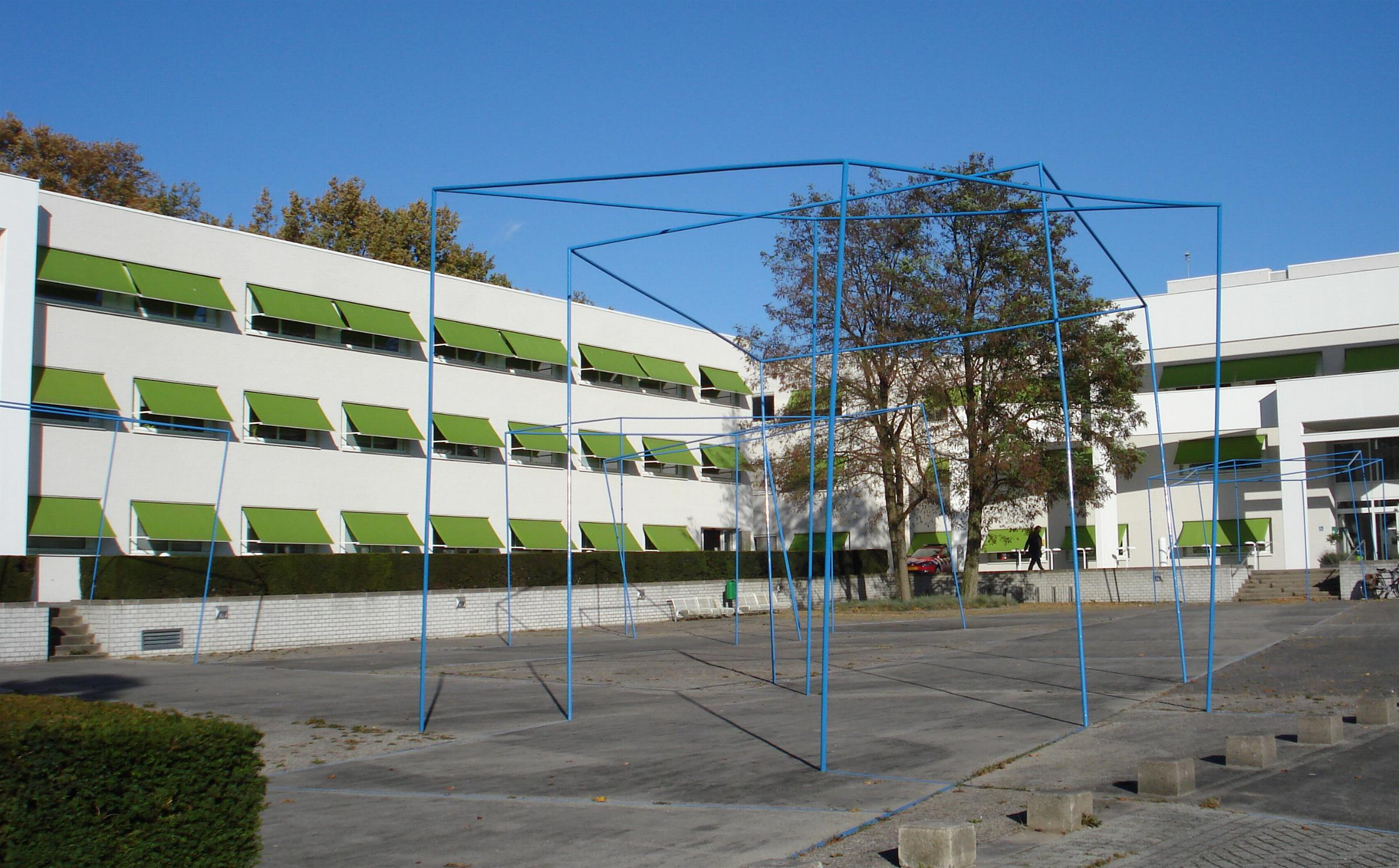
Kubussen, Soest (1990)
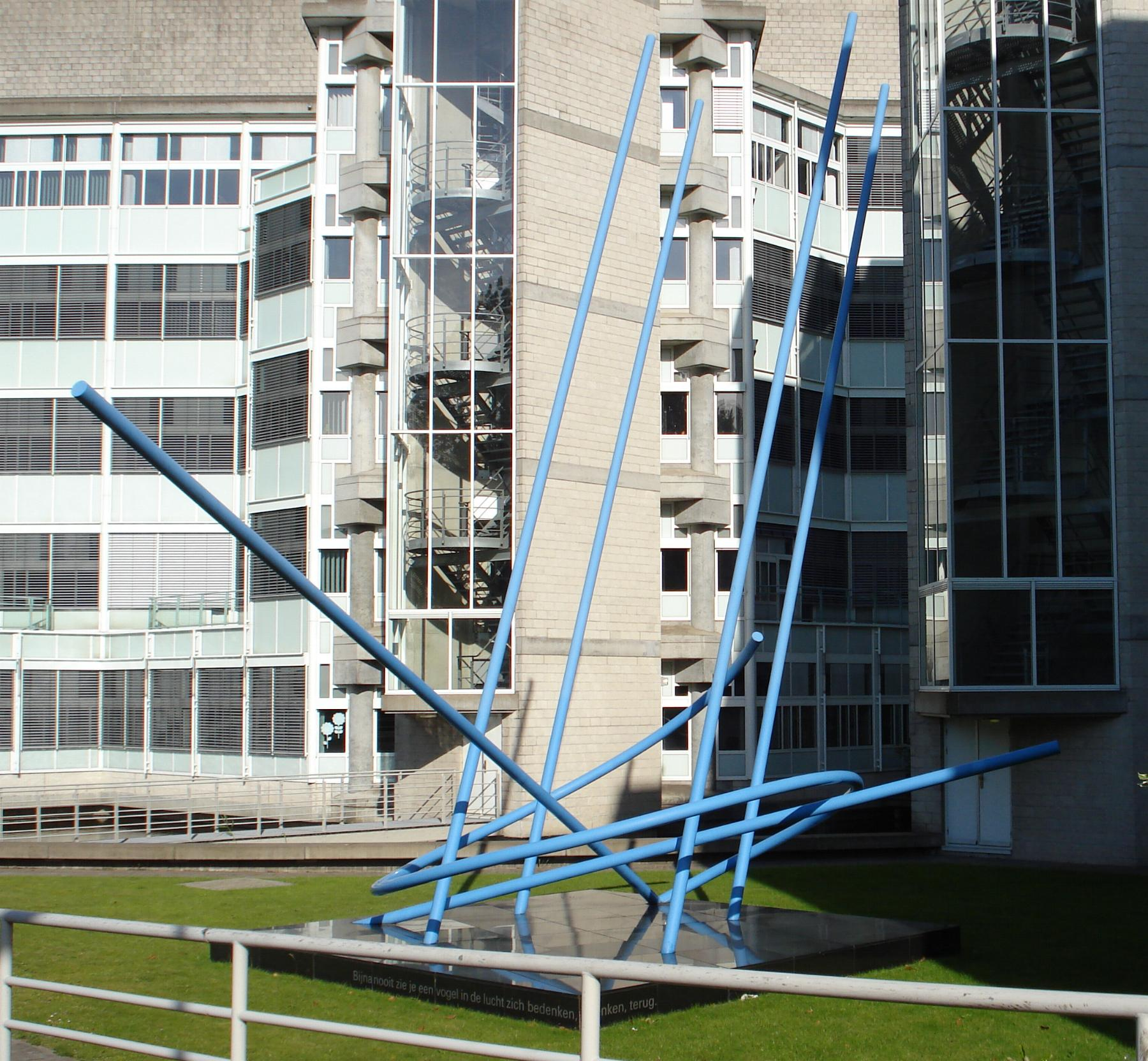
Monument van de menselijke vergissing, Den Haag (1991)
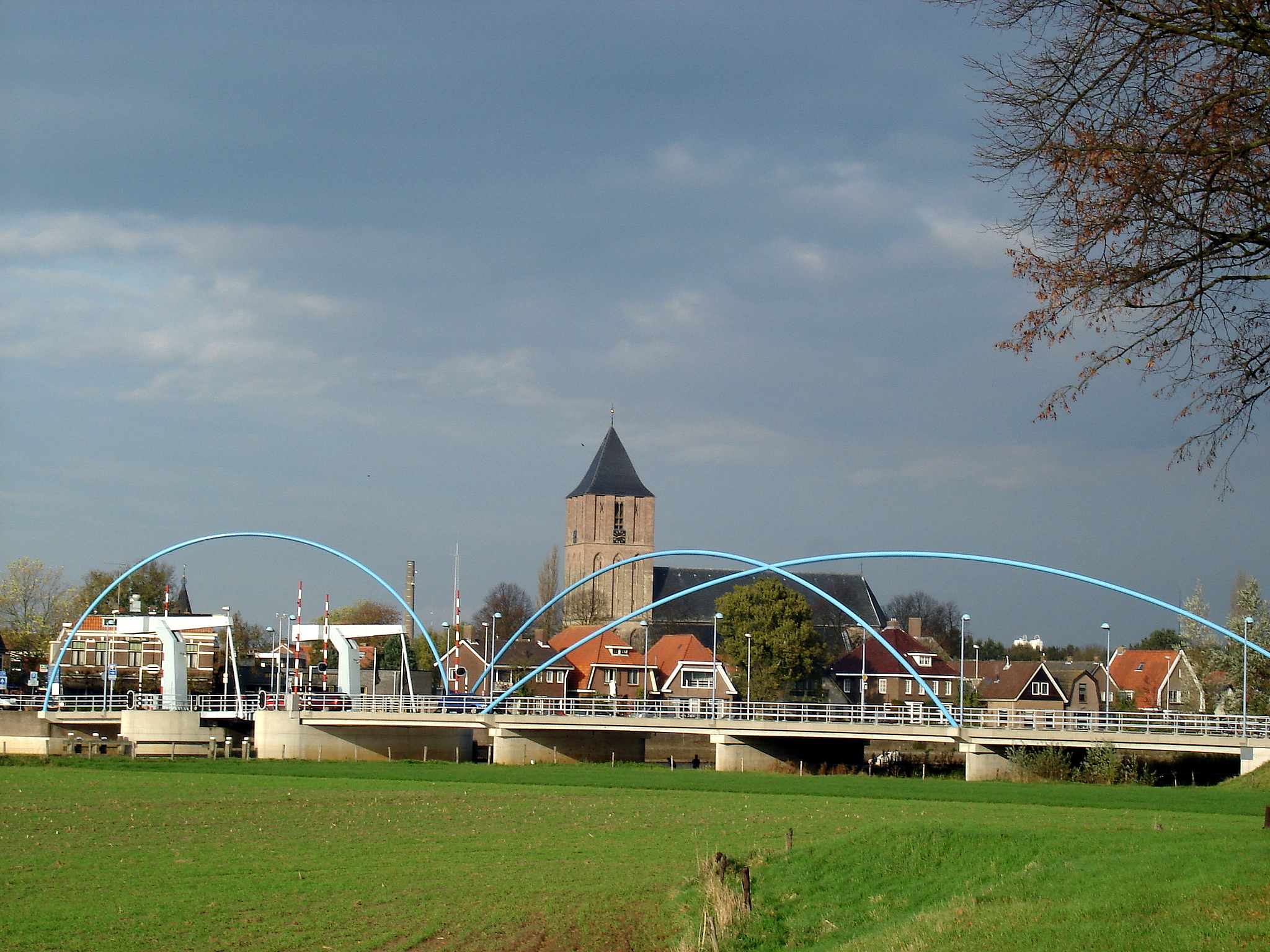
De blauwe bogen, Dalfsen (1994)
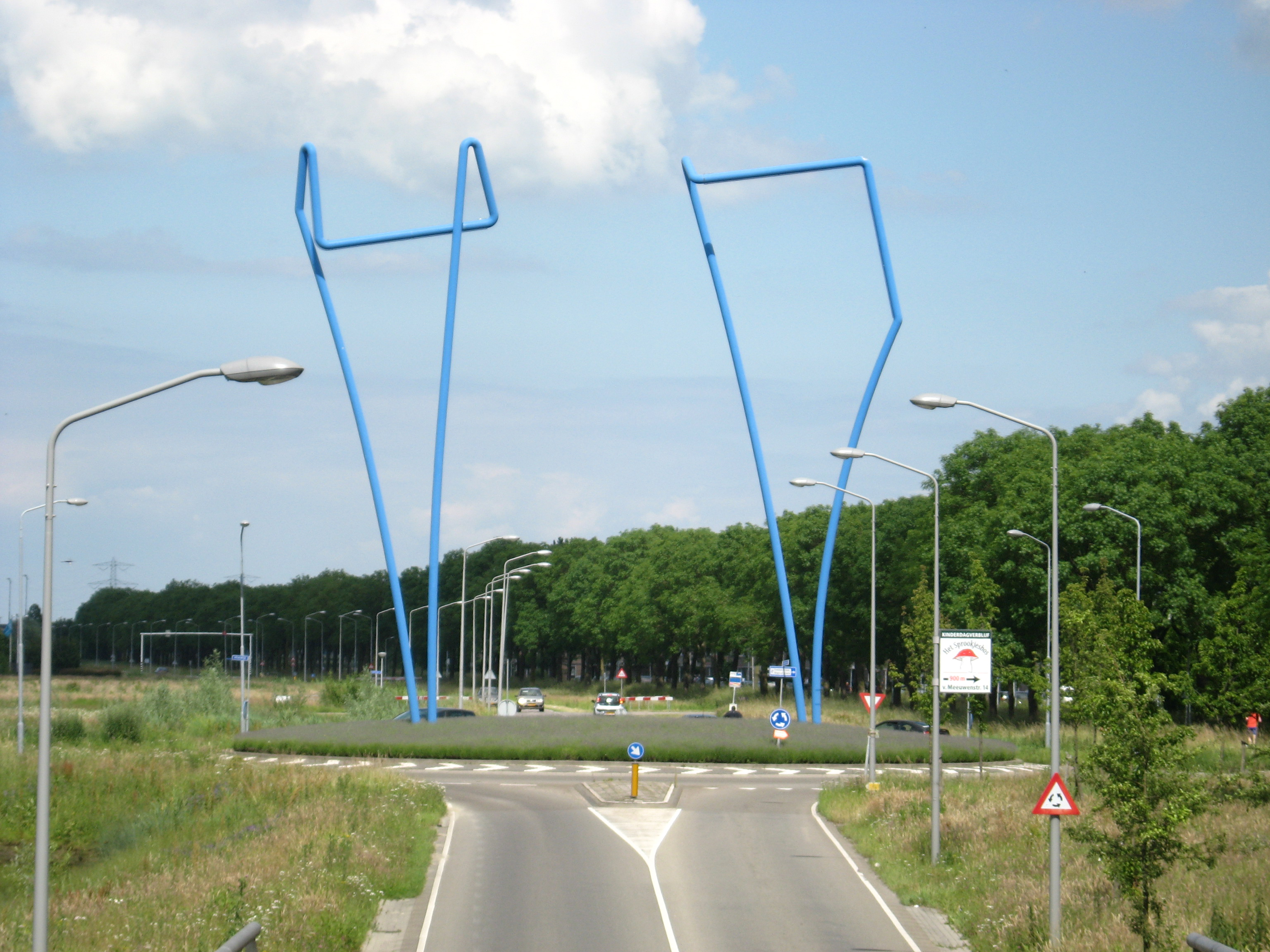
Vlinderpoort, Rosmalen (1995)
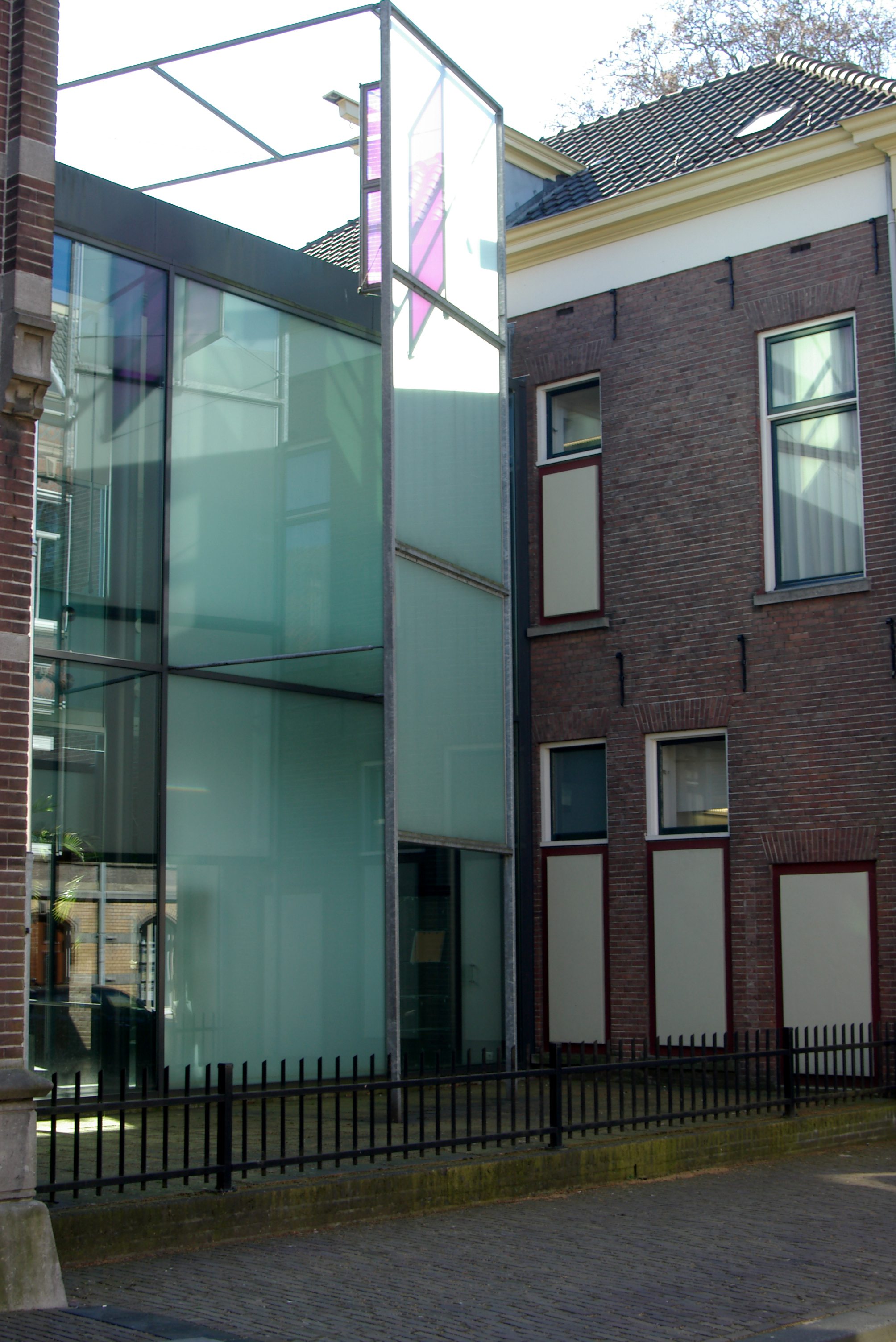
Aanbouw theater Agnietenhof (Tiel), (1997)

## Tentoonstellingen (selectie)
- 2014 - Kettingreacties, sieraden en fotografie van Claartje Keur, CODA, Apeldoorn

## Werk in openbare collecties (selectie)
- Collectie Françoise van den Bosch
- MuseumgoudA, Gouda
- Kunstmuseum Den Haag
- Rijksdienst voor het Cultureel Erfgoed, Amersfoort
- Rijksmuseum Amsterdam
- Stedelijk Museum Amsterdam